# Rio Cassiporé
Le rio Cassiporé est un cours d'eau brésilien qui baigne l'État d'Amapá. Il prend sa source sur le versant est de la serra Lombarda, remonte vers le Nord-Est pour se jeter dans l'océan Atlantique, au Nord de l'État, par un bel estuaire se terminant par le Cap Cassiporé. Tout son trajet délimite les municipalités de Calçoene et Oiapoque. Il termine son parcours dans le Parc national du Cap Orange. La détermination de ses sources et l'exploration de son cours ont été faites par Georges Brousseau.